# 키아소역
키아소역(이탈리아어: Stazione di Chiasso)은 스위스 연방 철도(SBB CFF FFS)가 소유한 역이다. 이 역은 스위스의 티치노주에 있는 키아소 마을에 서비스를 제공하며, 스위스와 이탈리아 사이의 국경 역이기도 하다.
키아소역은 스위스와 이탈리아의 국경에 자리잡고 있다. 이 역은 고트하르트 철도(SBB CFF FFS 소유 및 운영)의 밀라노-키아소선의 남쪽 종점이다. (레테 페로비아리아 이탈리아나가 소유하고 트레니탈리아가 운영) 이 역은 국경에서 고작 몇 미터 거리에 위치하고 있으며, 심지어 1번 승강장의 동쪽 구역은 이탈리아 영토에 있다. 몬테 올림피노를 통과하는 두 개의 철도 터널로 이탈리아 도시 코모와 분리되어 있다.

## 운행
위치를 감안할 때 키아소는 이탈리아와 스위스를 연결하는 것뿐만 아니라 북부와 남부 유럽을 연결하는 중요한 역이다. 역에는 티치노 지역망인 S10과 S40, 밀라노 교외 서비스인 S11 라인과 함께 고트하르트를 횡단하는 장거리 열차가 있다.
2009년에는 역까지 운행하는 열차의 수가 감소하여 특정 일자리의 수가 감소했다. 티치노의 정치적, 제도적 요소의 다양한 부문에서 제기된 수많은 불만 덕분에 스위스-이탈리아 유로시티 서비스가 키아소에 반환되었다. 2020년 12월 체네리 베이스 터널의 개통으로 키아소에서 벨린초나까지의 이동 시간이 20분 단축되었고, 밀라노까지 유로시티 서비스가 증가했다.
2021년 12월 시간표 변경에 따라 키아소에서 다음 서비스가 정차한다.
- 유로시티:
  - 취리히 중앙역과 볼로냐 중앙역, 제노바 피아자 프린치페, 밀라노 중앙역 또는 베네치아 산타루치아 사이에서 하루에 10편의 열차가 운행.
  - 바젤 SBB와 밀라노 중앙역 또는 밀라노 포르타 가리발디 사이를 하루에 2번 운행
- RE80 : 로카르노는 30분 단위 / 밀라노 중앙역까지 1시간마다 운행.
- S10 : 비아스카는 30분 단위 / 코모 산조반니까지 1시간마다 운행
- S11 : 밀라노 포르타 가리발디까지 매시간 운행.
- S40 : 바레세와 코모 산조반니까지 매시간 운행

## 국경 통과 절차
국제 국경 역인 키아소는 두 네트워크 간의 전송 시설 역할을 한다. 두 네트워크의 견인 전압, 모터 및 신호 시스템이 다르므로 역을 통과하는 열차는 기관차를 변경해야 한다. 야드 트랙은 또한 세관이 있는 복도를 통해 역의 중앙 플랫폼에 연결된 두 부분으로 나누어야 한다. 따라서 이탈리아 네트워크의 열차는 스위스 네트워크에 비해 별도의 트랙에서 출발한다.
스위스가 솅겐 협정에 가입하면서 여권 통제가 공식적으로 폐지되었다. 그러나 실제로 이탈리아 금융경비대(Guardia di Finanza)와 스위스 국경수비대는 키아소역과 기차 안에서 선택된 기차에 대해 여전히 국경 검사를 수행할 수 있다.

### 세관
키아소는 관세 목적상 이탈리아에서 도착하는 승객을 위한 국경역으로 남아 있다. 세관 검사는 스위스 공무원이 역에서 수행할 수 있다.